# (4141) Nintanlena
(4141) Nintanlena (1978 PG3) – planetoida z pasa głównego asteroid okrążająca Słońce w ciągu 4,12 lat w średniej odległości 2,57 j.a. Odkryta 8 sierpnia 1978 roku.